# Mozolov (Krásná Hora)
Mozolov (německy Mosolow) je malá vesnice, základní sídelní jednotka obce Krásná Hora v okrese Havlíčkův Brod v Kraji Vysočina. Nachází se asi 0,9 kilometru severně od Krásné Hory.

## Historie
V roce 1634 byl císařským výnosem zkonfiskován majetek Trčků z Lípy, jehož součástí byla i osada Mozolov. Osada v této době spadala do světelského panství. Císař Ferdinand II. Habsburský v červenci 1636 udělil část panství dědicům Dona Aldobrandina Aldobrandini. Jeho noví majitelé ho ale nevlastnili dlouho a už počátkem července 1637 ho prodávají Filipovi Adamu, hraběti ze Sulmus.
Filip Adam ze Sulmus se kvůli vysokým nákladům na držení vojska dostal do finančních problémů. Prodal několik vesnic ze svého majetku a část okrouhlického panství včetně Mozolova dal do zástavy majiteli lipnického panství. Během třicetileté války bylo široké okolí vydrancované, v kraji bylo spoustu opuštěných stavení a mnoho polí leželo ladem, zejména pak když Švédové obsadili nedalekou Lipnici, poprvé v roce 1639 a poté znovu v roce 1645, když se tentokrát usadili na hradě a měli na něm základnu až do roku 1648. Podíl na zpustošení kraje měla i císařská armáda, která se hrad marně pokoušela dobýt. V září 1647 Solms žádal po císaři odpuštění trčkovského dluhu, který měl částečně uhradit. Zdůvodňoval to bídným stavem okrouhlického panství.
V soupisu poddaných se uvádí, že v Mozolově v roce 1651 žilo deset poddaných. Další zmínka o Mozolovu pochází z berní rule z roku 1654, kde je uváděn jako součást Okrouhlického panství se třemi hospodáři. V urbáři okrouhlického panství z roku 1668 je Mozolov zmiňován jako součást krásnohorské rychty. Rychta byla zrušena v roce 1876.
Roku 1843 je zmiňována jako majitel okrouhlického panství Strakova Nadace, Mozolov měl 12 domů a 99 obyvatel. V roce 1850 náleží Mozolov do Čáslavského kraje a má 87 obyvatel. V roce 1869 je Mozolov zmíněn jako osada obce Krásná Hora, po roce 1950 byla evidenční osada obce zrušena.

## Přírodní poměry
Nejvyšší místem katastrálního území je bezejmenný kopec s nadmořskou výškou 468 metrů severně od osady. Územím také protéká Perlový potok a jeho bezejmenný přítok. Potok se o cca 1,5 kilometru po proudu stává levostranným přítokem Sázavy. Geologické podloží mozolovského katastru je tvořeno převážně pararulou a zčásti pak rulou, granitem a smíšenými sedimenty.
Z celkové rozlohy katastrálního území, která činí 1,21 km², zabírá většinu (915 711 m²) orná půda.

## Obyvatelstvo
V roce 2011 ve vesnici trvale žilo 38 obyvatel. V roce 2016 zde bylo evidováno 20 adres.
| Rok  | Počet obyvatel | Počet domů | Poznámka |
| ---- | -------------- | ---------- | --- |
| 1651 | 10             | 3 (1654)   | kraj byl vypleněn Švédy                                                                                      |
| 1843 | 99             | 12         | |
| 1850 | 87             |            | Čáslavský kraj                                                                                               |
| 1869 | 84             | 12         | [ 16 ] |
| 1880 | 87             | 13         | [ 16 ] |
| 1890 | 92             | 13         | [ 16 ] |
| 1900 | 101            | 13         | [ 17 ] |
| 1910 | 111            | 14         | [ 16 ] |
| 1921 | 102            | 14         | [ 16 ] |
| 1930 | 89             | 15         | [ 16 ] |
| 1950 | 65             | 16         | [ 16 ] |
| 1961 | -              | -          | Sčítání v tomto roce nerozlišovalo osady Mozolov a Kojkovice, je uváděn pouze souhrnný údaj za Krásnou Horu. |
| 1970 | 53             | 17         | [ 16 ] |
| 1980 | 46             | 16         | [ 16 ] |
| 1991 | 37             | 17         | [ 16 ] |
| 2001 | 36             | 17         | [ 16 ] |
| 2011 | 38             | 18         | [ 16 ] |
| 2021 | 31             | 18         | [ 18 ] |

## Hospodářství
V osadě se nenachází žádný průmysl. Historie osady je spojena se zemědělskou výrobou. Funguje zde suška obilí a Solární elektrárna Mozolov, jejíž otevření probíhalo na přelomu let 2010 a 2011 a jež čelila nařčení z neoprávněného zisku licence 31. prosince 2010, den před změnou podmínek pro provozovatele.
Katastrální území je zařazeno do seznamu „uzavřených pěstebních oblastí pro výrobu základní sadby brambor“ dle zákona č. 219/2003 Sb. a seznamu zranitelných oblastí nařízením vlády č. 103/2003 Sb.

## Doprava
Osadou vede silnice III/34740, spojující Havlíčkův Brod s Ledčí nad Sázavou. Na území osady se nenachází železnice. Nejbližší vlaková stanice je v Okrouhlici ve vzdálenosti 3,2 kilometru.

## Pamětihodnosti a zajímavosti
Ve vísce se nachází kamenný kříž, který stojí mezi dvěma lipami, jejichž stáří se udává na sto let.
Dále pak:
- železný kříž s kamenným podstavcem v blízkosti autobusové zastávky[23]
- kaplička v polích v blízkosti osady[23]
- Naučná stezka Jana Zrzavého

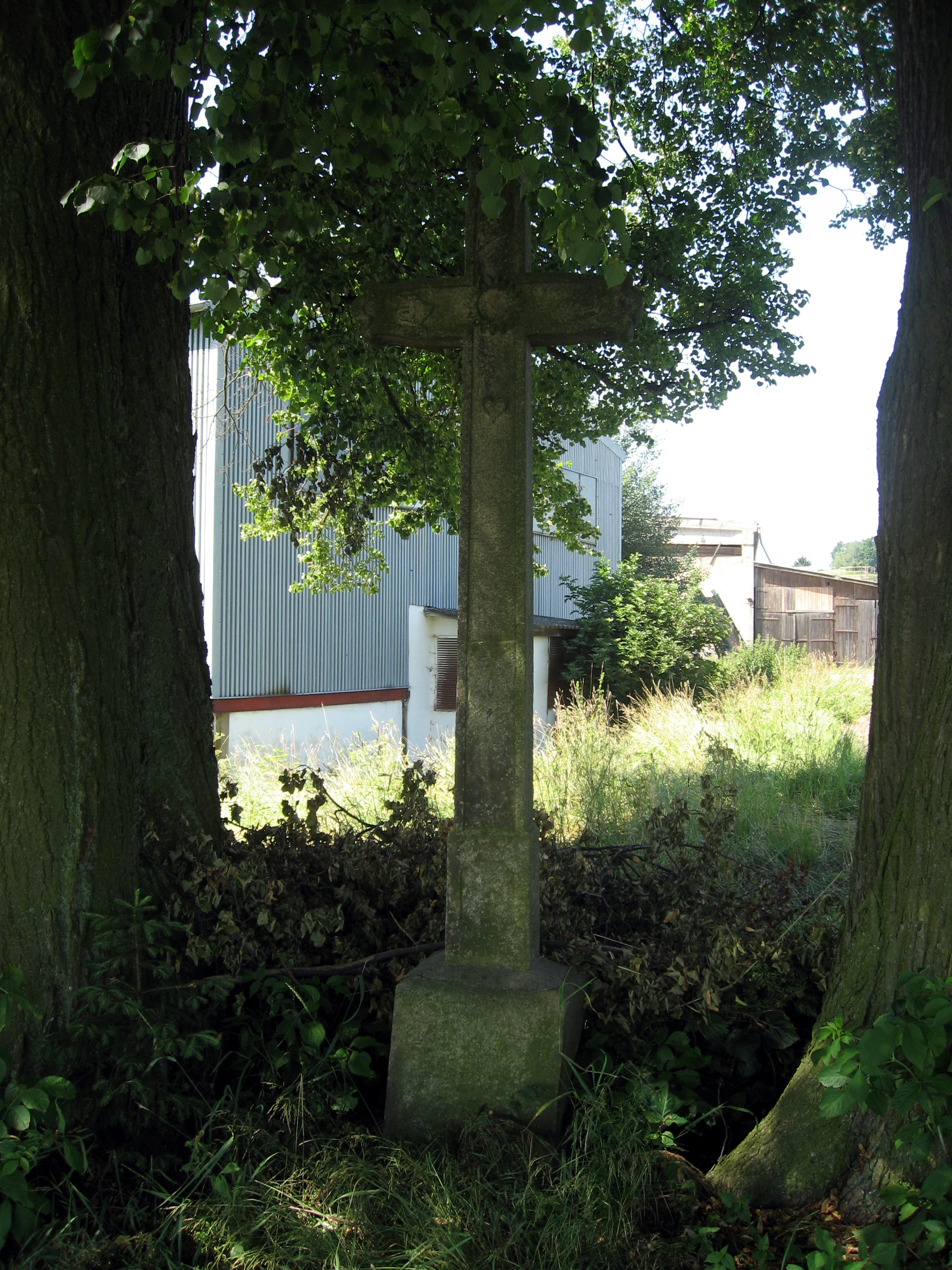
Kamenný kříž u zemědělského areálu.
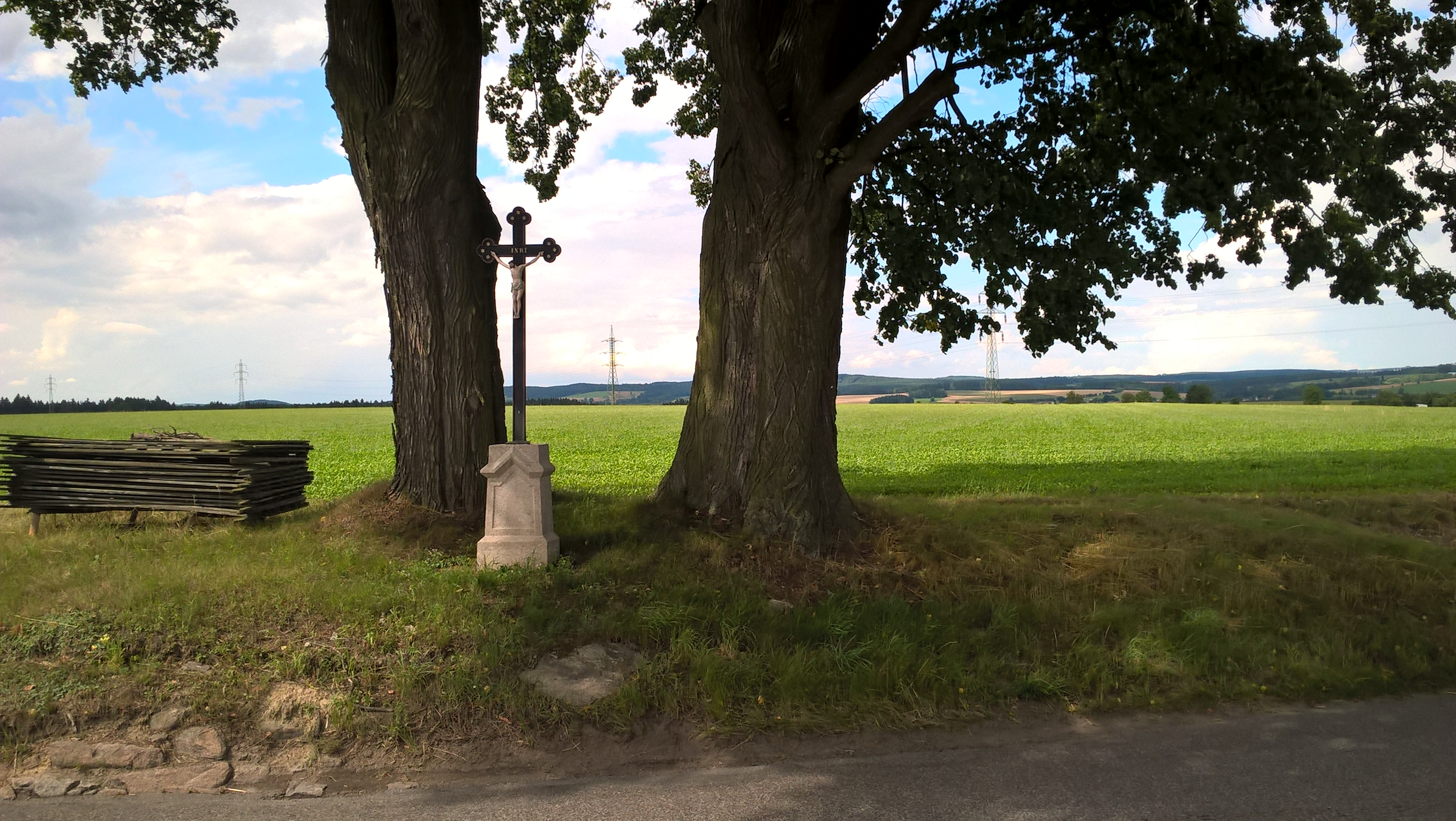
Křížek u autobusové zastávky